# Ruby (제니의 음반)
"Ruby"는 대한민국의 가수이자 래퍼 제니의 데뷔 솔로 정규 음반이다. 2023년 YG 엔터테인먼트를 떠난 후 2025년 3월 7일 오드 아틀리에와 컬럼비아 레코드를 통해 발매된 제니의 첫 음반이다. 제니는 엘 긴초, 디플로, 마이크 윌 메이드 잇 등과 함께 "Ruby"를 작사 및 공동 프로듀싱했다. 15개의 트랙으로 구성된 팝, 힙합, R&B 음반에는 차일디쉬 감비노, 도치 (래퍼), 도미닉 파이크, FKJ, 두아 리파, 칼리 우치스가 피처링으로 참여했다.
"Ruby"는 평론가들로부터 전반적으로 긍정적인 평가를 받았닫. 전 세계적으로 100만 장 이상 판매되었으며, 롤링 스톤, 빌보드, 뉴 뮤지컬 익스프레스 및 컴플렉스 (잡지)에 의해 2025년 최고의 음반 중 하나로 선정되었다. 호주, 프랑스, 독일, 네덜란드, 뉴질랜드, 대한민국, 미국을 포함한 19개국에서 상위 10위권에 진입했다. "Ruby"는 대한민국에서 첫 주에 66만 장 이상 판매되어, 그 해 K-팝 여성 솔로 아티스트 중 가장 높은 첫 주 음반 판매량을 기록했다. 영국 음반 차트에서 3위로 데뷔하여 K-팝 여성 솔로 아티스트 음반 중 가장 높은 순위를 기록했으며, 전체 K-팝 솔로 아티스트 음반 중에서는 가장 높은 순위를 기록했다. 한국음악콘텐츠협회 (KMCA)로부터 50만 장 판매로 더블 플래티넘 인증을 받았다.
"Mantra", "Love Hangover", "ExtraL", "Like Jennie", "Handlebars" 등 5개의 싱글로 지원되었다. "Mantra"는 빌보드 글로벌 200과 대한민국의 써클 디지털 차트에서 3위를 기록했으며, "Like Jennie"는 글로벌 200에서 5위를 기록하고 제니의 써클 디지털 차트 세 번째 1위 곡이 되었다. 모든 싱글은 글로벌 200에서 상위 30위권에 진입했으며, 미국 빌보드 핫 100에도 진입했다. 지원 투어인 더 루비 익스피리언스는 3월 6일에 시작되었으며, 2025년 코첼라 밸리 뮤직 앤드 아츠 페스티벌을 포함한 4개 도시에서 5회 공연을 진행했다.

## 배경
2023년 12월, YG 엔터테인먼트를 떠난 지 몇 달 후, 제니는 자신이 레코드 레이블인 오드 아틀리에를 설립했다고 발표했다.
2024년 1월 더 시즌즈에 출연한 제니는 그 해 정규 음반을 발표하는 것이 목표라고 말했다. 두 달 후, 한국 언론은 그녀가 6월에 음반을 발표할 것이라고 보도했다. Odd Atelier는 제니가 정해진 발매일 없이 음반 작업을 하고 있다고 밝히며 소문을 부인했다. 4월 협업곡 "Spot!" 이후, 한국 래퍼 지코는 빌보드에 제니의 "미발매 솔로 트랙 데모를 엿볼 기회가 있었는데, 좋은 곡이 너무 많았다"고 밝혔다. 5월 멧 갈라의 Sleeping Beauties: Reawakening Fashion에 참석한 그녀는 보그에 "음반에 훨씬 더 많은 것이 담겨 나올 것이니, 윙크, 윙크"라고 말했다. 6월 20일, 비츠 바이 드레 광고에 그녀의 솔로 트랙이 포함되었는데, 이는 그녀의 다가오는 음반에 수록될 것으로 추정되었다. 이 곡에서 그녀는 트랩 비트 위에서 자신의 서사를 되찾고 자신을 옹호하는 랩을 한다.
9월, 제니가 Odd Atelier와 협력하여 컬럼비아 레코드와 레코딩 계약을 체결했다고 발표되었다. 10월 하퍼스 바자 표지 기사에서 그녀는 스튜디오에서 가사를 검토하며 "아침부터 밤까지" 보컬을 "자르고, 자르고, 잘라내고" 있다고 말했다. 다음 달, 그녀는 위버스 게시물에서 음반이 2025년에 발매될 것이라고 발표했다. 크리스마스에 그녀는 홀리데이 인사 영상에서 "11개월의 작업에서 만족스러운 결과가 나왔다"며 "모두를 위한 조금씩 모든 것이 담긴 뷔페와 같다"고 말했다.
2025년 1월, 제니는 빌보드 표지 기사에 출연하여 음반 준비에 대해 이야기하며 발매에 "거의 다 왔다"고 밝혔다.

## 구성
Ruby의 15개 트랙에는 차일디쉬 감비노, 도치 (래퍼), 도미닉 파이크, FKJ, 두아 리파 등이 참여했다. 제니는 주로 영어로 음반을 녹음했다. 그녀는 이 음반을 "처음으로 나 자신을 세상에 드러내는 방법"이라고 묘사하며, 어린 시절 뉴질랜드에 살면서 만들어낸 또 다른 자아인 "제니 루비 제인으로서 온전한 사람"이 되는 것이라고 말했다. 그녀는 이 음반이 윌리엄 셰익스피어의 연극 당신 뜻대로 (c. 1599)에서 영감을 받았으며, 인생의 일곱 단계를 포함하여 "탄생, 사랑, 믿음, 정점", "순수함과 사랑, 힘, 성찰, 유산"이라는 주제를 담고 있다고 말했다. 커버는 제니가 극장 커튼을 여는 모습으로, 그녀의 음악 경력의 새로운 장을 시작함을 나타낸다. 그녀는 이 음반이 젊은 여성들이 "자신이 누구인지 이해하고 옹호하도록" 영감을 주기를 바랐다.

## 제작 및 음악
BLACKPINK의 본 핑크 월드 투어가 2023년 9월에 끝난 후, 제니는 11월에 Odd Atelier를 설립했다. 그녀는 2024년 초에 음반 작업을 시작했다. 그녀는 프로젝트의 "99%"를 로스앤젤레스에서 녹음했는데, 그곳에서 새로운 크리에이티브 네트워크를 구축하고 프로듀서 및 작가들과 만나는 데 시간을 보냈다. 아티스트는 "몇 달 동안 자신을 던지고, 새로운 사람들로 가득 찬 방에 들어가고 나서야" "음악적으로나 친구로서 연결된 좋은 사람들을 만났다"고 말했다. 그녀는 음반의 리드 싱글이 된 "Mantra"에서 자신의 사운드를 찾았다.
제니는 음반에 "다양한 장르"가 포함되어 있다고 말했다. 그녀는 음반에 다양한 보컬 스타일을 사용하며 "다양한 장르와 요소를 가지고 놀고 있다. 여기서는 랩을 하고, 여기서는 노래를 하고, 여기서는 화음을 넣고, 여기서는 이야기를 한다..."라고 밝혔다. 제니는 음반 제작에 직접 참여하여 "자신의 정체성과 무한한 음악적 잠재력을 더욱 효과적으로 전달하기" 위해 노력했다.

## 홍보 및 발매
2025년 1월 21일, 제니는 Ruby가 3월 7일에 발매될 것이라고 발표하고 커버 아트를 공개했으며, 피처링 아티스트가 나열된 33초 길이의 예고편 영상을 공개했다. 피처링 아티스트가 없는 "제니 온리 오디오" 버전의 음반도 발표되었다. 제니는 2월 18일 음반 트랙리스트를 공개했다. 그녀는 2월 27일 음반 샘플러 영상을 공개했으며, 이 영상에는 음반의 노래 스니펫 위에 다양한 시각적 개념을 가진 가수가 묘사되어 있었다.
음반 홍보를 위해 제니는 애플 뮤직 1의 제인 로 쇼, 캐피탈 브렉퍼스트의 Very British Birthday Party, 치킨 샵 데이트, 제니퍼 허드슨 쇼 등 온라인 토크쇼에 출연했다. 그녀는 컴플렉스 (잡지), 하퍼스 바자, 빌보드, 클래시 등 여러 출판물의 표지 기사 인터뷰를 진행했다.

### 싱글
"Mantra"는 2024년 10월 11일 음반의 리드 싱글로 발매되었다. 이 곡은 상업적으로 성공하여 홍콩과 대만에서 1위를 기록했으며, 빌보드의 글로벌 엑슬. US에서 2위, 빌보드 글로벌 200에서 3위를 기록했다. 이 곡은 대한민국의 써클 디지털 차트에서도 3위를 기록했으며, 인도네시아, 말레이시아, 필리핀, 싱가포르, 그리고 중동에서 상위 10위권에 진입했다. 2025년 1월 25일, "Zen"의 뮤직 비디오가 유튜브에 게시되었다. 음반의 두 번째 싱글인 Fike 피처링 "Love Hangover"는 1월 31일에 발매되었으며, 빌보드 글로벌 200에서 29위, 써클 디지털 차트에서 35위를 기록했다. 도치 (래퍼) 피처링 "ExtraL"이라는 세 번째 싱글은 2월 21일에 발매되었으며, 빌보드 글로벌 200에서 18위, 써클 디지털 차트에서 42위를 기록했다.
"Like Jennie"는 2025년 3월 7일 음반 발매와 함께 네 번째 싱글로 발매되었다. 이 곡은 상업적으로 성공하여 대한민국, 홍콩, 말레이시아에서 1위를 기록했으며, 빌보드 글로벌 엑슬. US에서 3위, 글로벌 200에서 5위를 기록했다. "Handlebars"는 3월 11일 음반의 다섯 번째 싱글로 미국 컨템포러리 히트 라디오에 발매되었고, 3일 후 소니 뮤직 이탈리아에 의해 이탈리아 라디오에 발매되었다. 뮤직 비디오는 3월 10일에 발매되었다. 이 곡은 빌보드 글로벌 200에서 21위, 써클 디지털 차트에서 68위를 기록했다. 4월 26일, 제니는 음반의 일곱 번째 뮤직 비디오인 "Seoul City"를 발매했다.

## 라이브 공연

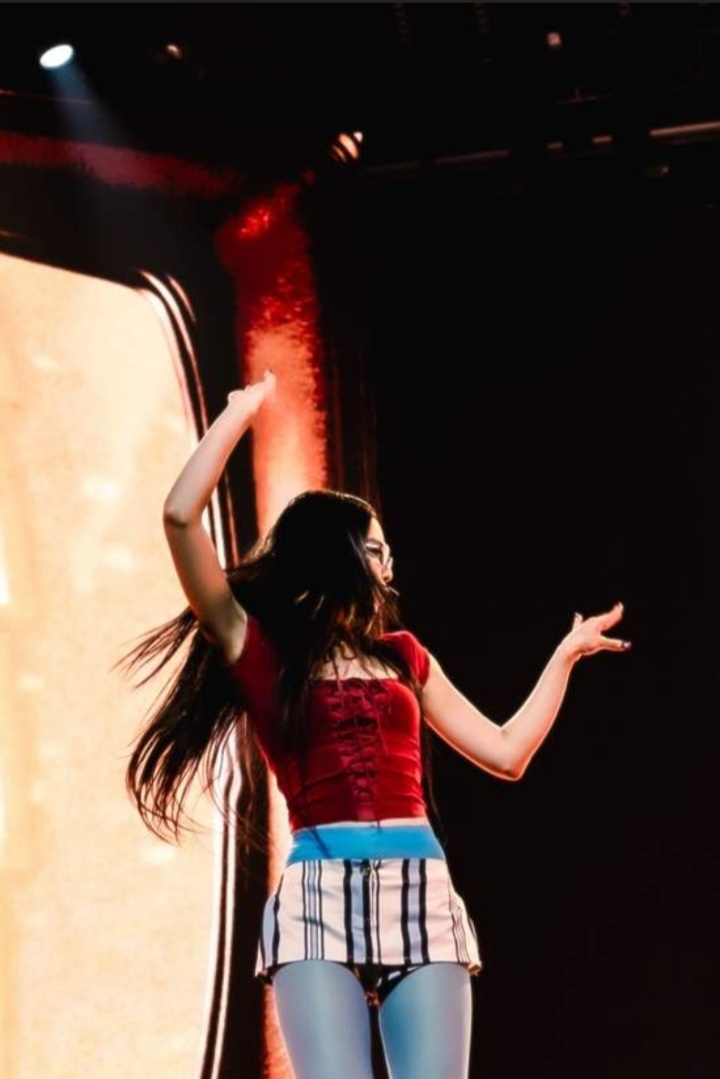
인천에서 더 루비 익스피리언스 공연 중인 제니

제니는 음반을 홍보하기 위해 공연을 진행했으며, 미국 심야 토크쇼인 지미 키멀 라이브!에서 시작하여, 한국 음악 프로그램인 엠카운트다운과 쇼! 음악중심, 그리고 "Mantra" 발매 후 2024년 슈퍼팝 재팬 음악 페스티벌에 출연했다. Ruby의 다음 싱글인 "Love Hangover"의 라이브 퍼포먼스 영상이 제니의 공식 유튜브 채널에 게시되었다. 음반 발매 후, 제니는 빌보드의 Iconic Stage에 첫 번째 피처링 아티스트로 "Like Jennie"와 "Handlebars"의 라이브 퍼포먼스를 녹음했다. 그녀는 2025년 4월 13일과 20일에 코첼라 밸리 뮤직 앤드 아츠 페스티벌에서 Ruby의 곡들을 공연했다.

### 투어
제니는 2025년 3월 6일부터 21일까지 4개 도시에서 5회 공연을 진행하는 더 루비 익스피리언스로 음반 판매를 지원했다. 원래 3회 공연으로 발표되었던 투어는 로스앤젤레스와 파리에서 공연이 추가되었다. 이 투어는 실험적이고 영화 같은 프로덕션으로 평론가들의 찬사를 받았다.

## 평가
| 전문가 평가          | 전문가 평가 |
| 총 점수              | 총 점수     |
| 출처                 | 점수        |
| -------------------- | ----------- |
| 메타크리틱           | 74/100      |
| 평가 점수            |             |
| 출처                 | 점수        |
| 올뮤직               | [ 67 ]      |
| 클래시               | 9/10        |
| 이즘                 | [ 69 ]      |
| 뉴 뮤지컬 익스프레스 | [ 70 ]      |
| 피치포크             | 7.1/10      |
| 롤링 스톤            | [ 1 ]       |

Ruby는 평론가들로부터 전반적으로 긍정적인 평가를 받았다. 틀:메타크리틱 음반 산문 음반은 뉴 뮤지컬 익스프레스의 크리스탈 벨로부터 별 5개 중 4개를 받았는데, 그녀는 제니의 카리스마, "자신감 넘치는" 예술적 의도, 보컬 범위를 칭찬했다. 클래시의 마리아 레티시아 고메스는 이 음반을 제니의 예술성을 확장시킨 "짜릿한 청취 경험"이라고 불렀다. AP (통신사)의 마리아 셔먼은 제니의 개성을 탐구하는 "야심 차고 화려한" 노력으로 음반을 칭찬하며, Ruby를 "다양한 사운드의 만화경... 모순적이고 세련된 즐거움으로 가득 차 있다"고 평했다. 롤링 스톤에서 모라 존스턴은 Ruby에 별 5개 중 3.5개를 주며, 알앤비 팝 장르를 "인상적으로 지휘하는 능력"을 가진 "빠르게 흘러가는 즐거운 시간"이라고 요약했다. 빌보드의 제프 벤자민은 트랙별 리뷰에서 "Ruby는 오늘날의 새로운 세대 팝 아이콘으로서 그녀의 폭발적인 성장을 엮어내는 음악적으로 다양하고 창의적으로 만들어진 서사"라고 썼으며, "이 LP는 극적이고 과장되었지만, 동시에 친밀하고 개인적이며, 국제적인 청취자들이 장르, 언어 또는 방식의 어떤 기대에도 갇히기를 거부하는 아티스트를 목격하도록 초대한다"고 덧붙였다. 그는 "Like JENNIE"를 음반 최고의 곡으로 꼽았다.
뉴욕 타임스의 존 카라마니카는 Ruby의 음향적 탐험을 칭찬했지만, 협업의 화학적 결핍을 비판했다.
| 평론가/출판물        | 목록                                | 순위 | Ref.   |
| -------------------- | ----------------------------------- | ---- | ------ |
| 빌보드               | 2025년 최고의 음반 50장 (직원 선정) | 21   | [ 75 ] |
| 컴플렉스             | 2025년 최고의 음반 (현재까지)       | 25   | [ 76 ] |
| 뉴 뮤지컬 익스프레스 | 2025년 최고의 음반… 현재까지!       | 빈칸 | [ 77 ] |
| 롤링 스톤            | 2025년 최고의 음반 (현재까지)       | 31   | [ 78 ] |

## 상업적 성과
2025년 3월 4일, Ruby가 전 세계적으로 45만 장의 선주문을 기록했다고 보도되었다. 발매 첫 주에 100만 장 이상 판매되었고, 대한민국, 호주, 미국을 포함한 19개국에서 상위 10위권에 진입했다. 대한민국에서는 한터 차트 데이터에 따르면 첫 주에 66만 장 이상 판매되어 2025년 K-팝 여성 솔로 아티스트 중 가장 높은 첫 주 음반 판매량을 기록했다. 또한 써클 앨범 차트에서 2위로 데뷔했으며, 이틀 동안 595,900장이 판매되었다. 호주에서는 ARIA 앨범 차트에서 레이디 가가의 Mayhem (2025)에 이어 2위로 데뷔했다. 이 데뷔로 Ruby는 같은 그룹 멤버인 로제의 Rosie (2024)와 함께 차트에서 여성 K-팝 솔로 가수의 최고 순위 음반을 기록했다. 이 순위는 블랙핑크의 THE ALBUM (2020)과 BORN PINK (2022) 이후 제니의 세 번째 호주 상위 2위 음반이었다. 영국에서는 Ruby가 영국 음반 차트에서 3위로 데뷔하여 로제의 Rosie를 제치고 여성 K-팝 솔로 가수의 최고 순위 음반을 기록했다. 그녀는 또한 정국의 Golden (2023)과 함께 모든 K-팝 솔로 아티스트의 최고 순위 음반을 기록했다. 제니는 이전에 블랙핑크의 음반 The Album과 Born Pink로 상위 2위권에 진입했었다. 미국에서는 Ruby가 빌보드 200에서 56,000 음반 등가 단위를 판매하며 7위로 데뷔했다. 이 중 26,500장은 음반 판매였으며, 이는 음반이 빌보드 탑 앨범 판매 차트에서 2위로 데뷔하는 결과를 가져왔다. 또한 29,000 스트리밍 등가 음반(3,993만 온디맨드 공식 스트리밍)을 달성하여 빌보드 탑 스트리밍 앨범 차트에서 13위로 데뷔했으며, 500 트랙 등가 음반을 기록했다. 이 데뷔로 제니는 로제의 Rosie와 리사의 Alter Ego (2025)에 이어 미국에서 상위 10위권 음반을 달성한 블랙핑크의 세 번째 멤버가 되었다.

## 곡 목록
| #            | 제목                                                  | 작사·작곡 | 프로듀서                                           | 재생 시간 |
| ------------ | ----------------------------------------------------- | --- | -------------------------------------------------- | --------- |
| 1.           | 〈Intro: Jane〉 (FKJ와 함께)                          | 제니 뱅상 팡통 | FKJ                                                | 1:38      |
| 2.           | 〈Like Jennie〉                                       | 제니 테일러 파크스 아만다 "키도 A.I." 이바녜스 지코 토머스 펜츠 호르헤 알폰소 시니어                              | 디플로 레클레어 호르헤                             | 2:03      |
| 3.           | 〈Start a War〉                                       | 요나스 예베르그 램스 쇠그렌 젤리 도먼 쿡 해럴                                                                     | 예베르그 쇠그렌 샘 호매이 도먼 [a]                 | 2:45      |
| 4.           | 〈Handlebars〉 (두아 리파 피처링)                     | 리파 롭 비셀 에이미 앨런 브리트니 아마라디오 제임스 갈렙                                                          | 비셀 이도 즈미슐라니                               | 3:04      |
| 5.           | 〈With the IE (Way Up)〉                              | 제니 드웨인 아베르나티 주니어 도먼 호세 페르난도 아르벡스 미로                                                    | 뎀 조인츠                                          | 2:43      |
| 6.           | 〈ExtraL〉 (도치 (래퍼) 피처링)                       | 제니 제이랄 힉먼 아베르나티 알렉시스 안드레아 보이드 소라나 파쿠라르                                              | 뎀 조인츠                                          | 2:47      |
| 7.           | 〈Mantra〉                                            | 제니 빌리 월시 줌파 클라우디아 발렌티나 엘 캠벨 도먼 세르반 카잔 지카이                                           | 엘 긴초 카잔 도먼 줌파                             | 2:16      |
| 8.           | 〈Love Hangover〉 (도미닉 파이크 피처링)              | 파이크 칼리 기버트 즈미슐라니 블레즈 라일리 메건 뷜로 데빈 워크먼                                                 | 제니 즈미슐라니                                    | 3:00      |
| 9.           | 〈Zen〉                                               | 제니 도먼 애쉬턴 호건 비비 보릴리 커스틴 스펜서                                                                   | 플러스                                             | 3:21      |
| 10.          | 〈Damn Right〉 (차일디쉬 감비노와 칼리 우치스 피처링) | 제니 도널드 글로버 칼리 마리나 로아이자 장 데이 주니어 새뮤얼 글로드 마이클 윌리엄스 2세 보릴리 아리오와 이로소기 | 트루비츠 30 록 마이크 윌 메이드 잇                 | 3:50      |
| 11.          | 〈F.T.S.〉                                            | 제니 호건 보릴리 기버트 크리스토퍼 뉴린                                                                           | 플러스 게이지                                      | 2:32      |
| 12.          | 〈Filter〉                                            | 보이드 파쿠라르 아베르나티 카르멘 리즈                                                                            | 제니 [ 86 ] 뎀 조인츠                              | 2:31      |
| 13.          | 〈Seoul City〉                                        | 제니 마일즈 해리스 브레일린 보먼 제리우스 기튼스 윌리엄스 보릴리 기버트                                           | 머니고포마일즈 리소스 제리우스 마이크 윌 메이드 잇 | 2:44      |
| 14.          | 〈Starlight〉                                         | 제니 호건 아르멜 포터 윌리엄스 보릴리 이로소기                                                                    | 플러스 멜즈 마이크 윌 메이드 잇                    | 2:48      |
| 15.          | 〈Twin〉                                              | 제니 보릴리 뉴린 윌리엄스                                                                                         | 게이지 마이크 윌 메이드 잇                         | 3:28      |
| 총 재생 시간 | 총 재생 시간                                          | 총 재생 시간 | 총 재생 시간                                       | 41:30     |

참고
- ^[a] 는 공동 프로듀서를 의미한다.
- 음반의 CD 에디션은 대체 트랙 리스트 순서를 가지고 있으며, 원본 대신 "Handlebars", "ExtraL", "Love Hangover", "Damn Right"의 솔로 버전이 수록되어 있다.[20]
- 클린 버전 음반에서는 "F.T.S."가 트랙리스트에서 제외된다.
- "With the IE (Way Up)"에는 호세 페르난도 아르벡스 미로가 작곡하고 바라바스가 공연한 "Hi-Jack"의 샘플이 포함되어 있다.[86]

## 참여 인원
크레딧은 타이달에서 발췌하였다.

### 음악가
- 제니 – 보컬 (모든 트랙)
- FKJ – 프로그래밍, 신디사이저 (트랙 1)
- 아만다 "키도 A.I." 이바녜스 – 백 보컬 (트랙 2)
- 크리스 오라이언 – 백 보컬 (트랙 2)
- 테일러 파크스 – 백 보컬 (트랙 2)
- 요나스 예베르그 – 프로그래밍, 모든 악기 (트랙 3)
- 램스 쇠그렌 – 프로그래밍, 모든 악기 (트랙 3)
- 샘 호매이 – 프로그래밍, 모든 악기 (트랙 3)
- 젤리 도먼 – 백 보컬 (트랙 3, 7, 9, 10), 프로그래밍 (트랙 8)
- 두아 리파 – 보컬 (트랙 4)
- 롭 비셀 – 프로그래밍, 베이스, 글로켄슈필, 피아노, 신디사이저, 백 보컬 (트랙 4)
- 아론 스털링 – 드럼, 퍼커션 (트랙 4)
- 셸비 엡스틴 – 글로켄슈필 (트랙 4)
- 제임스 앨런 – 피아노 (트랙 4)
- 에이미 앨런 – 백 보컬 (트랙 4)
- 델레이시 – 백 보컬 (트랙 4)
- 도치 (래퍼) – 보컬 (트랙 6)
- 엘 긴초 – 프로그래밍, 박수, 드럼, 키보드, 퍼커션, 신스 베이스, 신디사이저 (트랙 7)
- 도미닉 파이크 – 보컬 (트랙 8)
- 이도 즈미슐라니 – 프로그래밍, 베이스, 클라비코드, 드럼, 키보드, 오르간, 백 보컬 (트랙 8)
- 윌 라무뢰 – 바이올린, 비올라 (트랙 8)
- 블레즈 라일리 – 백 보컬 (트랙 8)
- 칼리 기버트 – 백 보컬 (트랙 8)
- 메건 뷜로 – 백 보컬 (트랙 8)
- 차일디쉬 감비노 – 보컬 (트랙 10)
- 칼리 우치스 – 보컬 (트랙 10)

### 기술
- FKJ – 믹싱 (트랙 1)
- 세르반 그레네아 – 믹싱 (트랙 2–4, 6–8)
- 브라이스 보르도네 – 믹싱 지원 (트랙 2–4, 6–8)
- 매니 마로퀸 – 믹싱 (트랙 5, 9, 12, 14)
- 제이센 조슈아 – 믹싱 (트랙 10, 11, 13, 15)
- 마이크 시버그 – 믹싱 (트랙 10, 11, 13, 15)
- 윌 퀘넬 – 마스터링 (트랙 1–5, 7–15)
- 크리스 게링거 – 마스터링 (트랙 6)
- 정은경 – 레코딩 (트랙 2, 14, 15)
- 요나스 예베르그 – 레코딩 (트랙 3)
- 램스 쇠그렌 – 레코딩 (트랙 3)
- 카메론 풀 – 레코딩, 보컬 프로덕션 (트랙 4)
- 델레이시 – 레코딩, 보컬 프로덕션 (트랙 4)
- 크리스 오라이언 – 보컬 프로덕션 (트랙 2, 4, 6), 보컬 엔지니어링 (6)
- 쿡 해럴 – 레코딩, 보컬 엔지니어링, 보컬 프로덕션 (트랙 3, 4, 7–10)
- 젤리 도먼 – 엔지니어링 (트랙 3, 4, 10, 11); 보컬 엔지니어링, 보컬 프로덕션 (트랙 3, 4, 7–10)
- 뎀 조인츠 – 레코딩 (트랙 5, 6, 12), 보컬 프로덕션 (트랙 5, 12)
- 제이다 러브 – 레코딩 (트랙 6)
- 데빈 워크먼 – 레코딩, 보컬 엔지니어링, 보컬 프로덕션 (트랙 8)
- 게이지 – 레코딩 (트랙 11, 12, 14)
- 아론 스털링 – 엔지니어링 (트랙 4)
- 잭슨 카드 – 엔지니어링 (트랙 4)
- 롭 비셀 – 엔지니어링, 레코딩 (트랙 4)
- 제니퍼 오티즈 – 엔지니어링 (트랙 6)
- 노아 고트덴커 – 엔지니어링 (트랙 8)
- 도널드 글로버 – 엔지니어링 (트랙 10)
- 모건 존스 – 레코딩 지원 (트랙 4)
- 라미로 페르난데스-세오아네 – 레코딩 지원 (트랙 14)
- 앤서니 빌치스 – 엔지니어링 지원 (트랙 5)
- 트레이 스테이션 – 엔지니어링 지원 (트랙 5, 14)
- 크리스 비쿠 – 엔지니어링 지원 (트랙 13)
- 제이콥 리차즈 – 엔지니어링 지원 (트랙 13)

## 차트
| 차트 (2025)                      | 최고 순위 |
| -------------------------------- | --------- |
| 호주 음반 (ARIA)                 | 2         |
| 3                                |           |
| 3                                |           |
| 4                                |           |
| 6                                |           |
| 31                               |           |
| 36                               |           |
| 5                                |           |
| 16                               |           |
| 4                                |           |
| 6                                |           |
| 18                               |           |
| 16                               |           |
| 이탈리아 음반 (FIMI)             | 33        |
| 21                               |           |
| 일본 통합 음반 (오리콘)          | 17        |
| 일본 핫 앨범 (빌보드 재팬)       | 9         |
| 리투아니아 음반 (AGATA)          | 8         |
| 뉴질랜드 음반 (RMNZ)             | 2         |
| 나이지리아 음반 (턴테이블)       | 49        |
| 노르웨이 음반 (VG-리스타)        | 12        |
| 4                                |           |
| 포르투갈 음반 (AFP)              | 3         |
| 2                                |           |
| 슬로바키아 음반 (ČNS IFPI)       | 20        |
| 스페인 음반 (PROMUSICAE)         | 5         |
| 대한민국 음반 (써클)             | 2         |
| 스웨덴 음반 (스베리예토프리스탄) | 14        |
| 9                                |           |
| 3                                |           |
| 7                                |           |

| 차트 (2025)          | 순위 |
| -------------------- | ---- |
| 일본 음반 (오리콘)   | 43   |
| 대한민국 음반 (써클) | 2    |

## 인증 및 판매량
| 국가            | 인증        | 판매량/출하량 |
| --------------- | ----------- | ------------- |
| 일본            | —           | 10,639        |
| 대한민국 (KMCA) | 2× 플래티넘 | 726,353       |
| 미국            | —           | 26,500        |

## 발매 역사
| 지역      | 날짜            | 형식                               | 레이블               | Ref.    |
| --------- | --------------- | ---------------------------------- | -------------------- | ------- |
| 여러 지역 | 2025년 3월 7일  | CD 카세트 디지털 다운로드 스트리밍 | Odd Atelier 컬럼비아 | [ 105 ] |
| 여러 지역 | 2025년 8월 22일 | LP                                 | Odd Atelier 컬럼비아 | [ 106 ] |